# Risto Ryti
Risto Heikki Ryti (ur. 3 lutego 1889 w Huittinen, zm. 25 października 1956 w Helsinkach) – fiński polityk, prawnik, premier (1939–1940), następnie prezydent Finlandii (1940–1944).

## Życiorys
Wiosną 1914 roku przeniósł się na Uniwersytet Oksfordzki, aby kontynuować prawo. Był członkiem Fińskiej Narodowej Partii Postępowej. W latach 1921–1924 sprawował urząd ministra finansów, a w latach 1923–1940 oraz 1944–1945 był gubernatorem Banku Finlandii. Po agresji ZSRR na Finlandię (wojna zimowa) objął 1 grudnia 1939 funkcję premiera, którą pełnił do 19 grudnia 1940, gdy wskutek śmierci prezydenta Kallio został wyznaczony na jego zastępcę do końca kadencji. 15 lutego 1943 został wybrany na urząd prezydenta Finlandii.
Ponieważ Ryti jako prezydent podjął 26 czerwca 1944 w stosunku do Niemców osobiste zobowiązanie, że Finlandia nie podpisze ze Związkiem Radzieckim separatystycznego pokoju, 4 sierpnia 1944 ustąpił ze stanowiska by umożliwić feldmarszałkowi Mannerheimowi objęcie funkcji prezydenta i zawarcie rozejmu w wojnie kontynuacyjnej z ZSRR. Po rezygnacji ponownie objął obowiązki gubernatora Banku Finlandii.
Pod presją sowiecką i komunistów fińskich w 1946 roku stał się głównym oskarżonym i został skazany na 10 lat więzienia pod zarzutami przystąpienia Finlandii do wojny z ZSRR w 1941, wyrażenia zgody na tranzyt wojsk niemieckich oraz umowy z Ribbentropem o niepodpisywaniu separatystycznego pokoju. Jego obrońcą był były minister spraw zagranicznych Finlandii Hjalmar Procopé.
W 1949 roku został zwolniony z odbywania kary, wycofał się z życia publicznego.
W 1942 otrzymał węgierski Krzyż Wielki ze Świętą Koroną na Łańcuchu Orderu Zasługi.

## Upamiętnienie

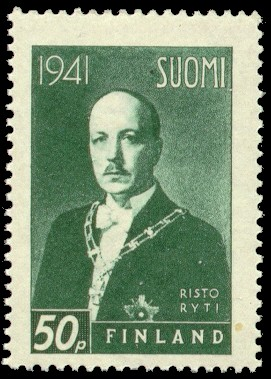
Risto Ryti jako prezydent na znaczku pocztowym z 1941
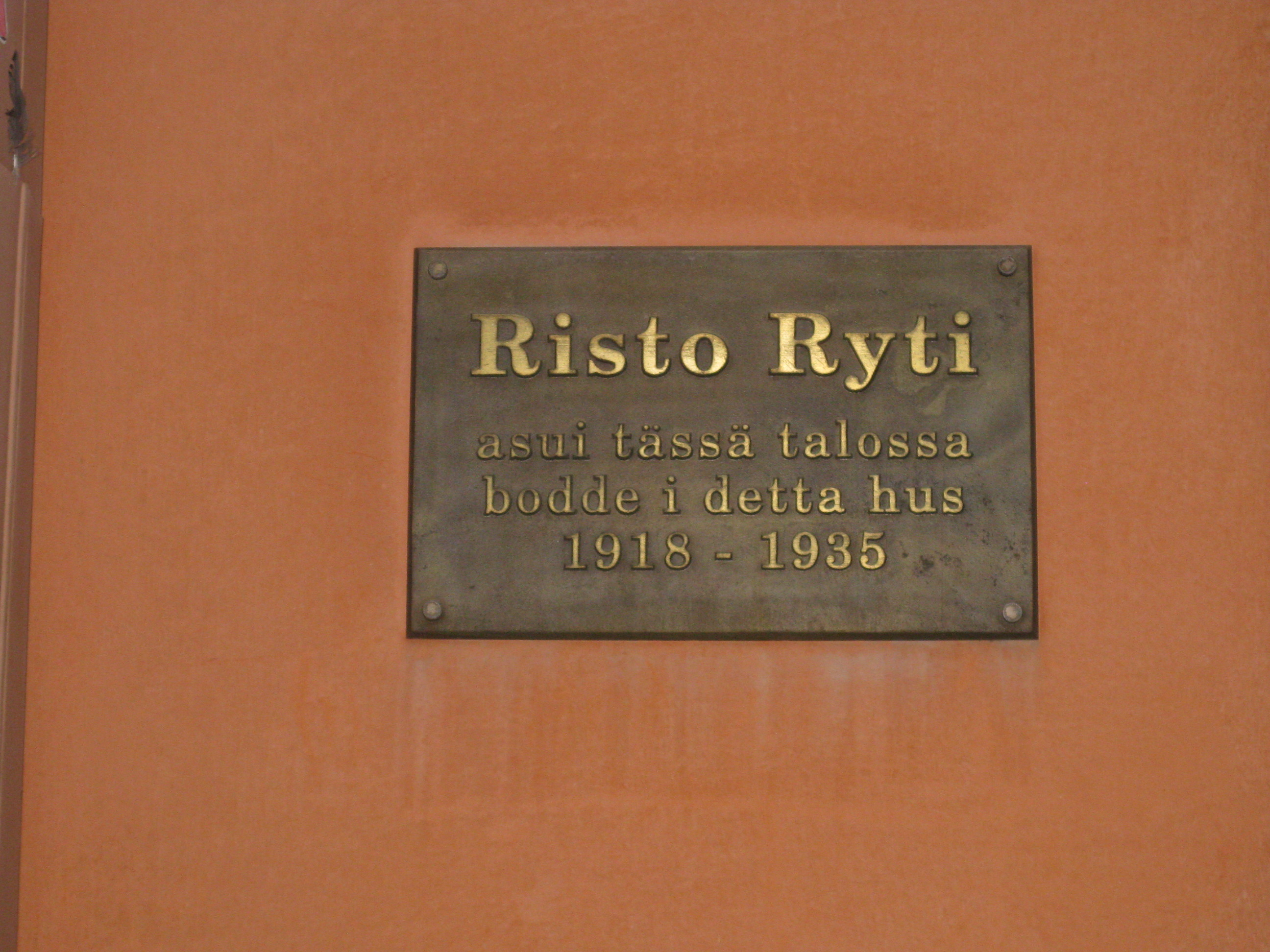
Tablica na domu, w którym mieszkał